# Pozo del Carmen
Pozo del Carmen är en ort i Mexiko.   Den ligger i kommunen Moctezuma och delstaten San Luis Potosí, i den centrala delen av landet, 400 km nordväst om huvudstaden Mexico City. Pozo del Carmen ligger 1 964 meter över havet och antalet invånare är 209.
Terrängen runt Pozo del Carmen är kuperad åt sydost, men åt nordväst är den platt. Runt Pozo del Carmen är det glesbefolkat, med 15 invånare per kvadratkilometer. Närmaste större samhälle är El Zapote, 16,4 km söder om Pozo del Carmen. Omgivningarna runt Pozo del Carmen är i huvudsak ett öppet busklandskap.